# Modulatricidae
A Modulatricidae a madarak osztályának verébalakúak (Passeriformes) rendjébe tartozó család.
Besorolásuk vitatott.

## Rendszerezés
A családba az alábbi 3 nem és 3 faj tartozik:
- Modulatrix – 1 faj
  - Modulatrix stictigula

- Arcanator – 1 faj
  - Arcanator orostruthus

- Kakamega – 1 faj
  - Kakamega poliothorax